# Crozet (Virginia)
|  | Dieser Artikel wurde aufgrund von inhaltlichen Mängeln auf der Qualitätssicherungsseite des Projektes USA eingetragen. Hilf mit, die Qualität dieses Artikels auf ein akzeptables Niveau zu bringen, und beteilige dich an der Diskussion! Eine nähere Beschreibung der zu behebenden Mängel fehlt. |

Crozet ist eine Ortschaft und ein Census-designated place im Albemarle County in Virginia. Das U.S. Census Bureau hat bei der Volkszählung 2020 eine Einwohnerzahl von 9224 ermittelt. 
Vor allem durch die Romane von Rita Mae Brown und Sneaky Pie Brown, einer Tigerkatze, wurde der Ort bekannt. Diese Kriminalromane behandeln die Abenteuer der Tigerkatze Mrs. Murphy und der Corgi-Hündin Tee Tucker.
Der Ort wurde 1870 nach Claudius Crozet benannt, dem französischen Bauingenieur, der den westlich von Crozet gelegene Blue Ridge Tunnel baute. Der 1858 fertiggestellte Eisenbahntunnel der Blue Ridge Railway wurde nur mit Spitzhacke und Sprengstoff erstellt, Presslufthämmer oder Tunnelbohrmaschinen gab es damals noch keine. Bei Eröffnung war der 1,3 km lange Tunnel der längste der USA.